# 2015 VD170
2015 VD170 est un objet transneptunien faisant partie des cubewanos.

## Caractéristiques
2015 VD170 mesure environ 160 kilomètres de diamètre.